# Go Ahead Eagles in het seizoen 2020/21
Go Ahead Eagles kwam in het seizoen 2020/21, het 118e jaar van de voetbalclub, voor het vierde jaar op rij uit in de Nederlandse Eerste divisie, de op een na hoogste voetbalcompetitie in Nederland die de KNVB organiseert, en nam deel aan het toernooi om de TOTO KNVB beker. Kees van Wonderen werd voor dit seizoen als trainer aangetrokken.
In de Eerste divisie (Keuken Kampioen Divisie) eindigde Go Ahead Eagles als tweede en promoveerde daardoor rechtstreeks naar de Eredivisie.
In het toernooi om de KNVB beker werd Go Ahead Eagles in de achtste finale uitgeschakeld door VVV-Venlo.
Coronacrisis

Als gevolg van de maatregelen die de Nederlandse overheid nam naar aanleiding van de Coronacrisis in Nederland kon het seizoen 2019/20 niet afgemaakt worden. Op 21 april 2020 besloot de overheid dat de wedstrijden in het betaald voetbal werden verboden tot ten minste 1 september 2020. Het seizoen 2020/21, dat zou starten op 15 augustus 2020, begon daardoor pas op 12 september 2020 met beperkt publiek in het stadion. Het seizoen begon met een aantal coronamaatregelen zoals het toelaten van een beperkt aantal toeschouwers, alleen thuispubliek. Het publiek moest 1,5 m afstand houden, mocht alleen kort juichen of klappen en zingen of spreekkoren waren niet toegestaan. Spelers en staf werden twee dagen voor de wedstrijddag getest op corona. Verder mochten de teams tijdelijk maximaal vijf wissels toepassen in drie wisselmomenten van de wedstrijd in plaats van drie wissels. Buiten het veld moesten spelers en staf 1,5m afstand houden, en de algemene coronaregels aanhouden.
Op 28 september 2020 werden strengere coronamaatregelen van kracht moesten ten minste tot 20 oktober 2020 alle wedstrijden zonder publiek afgewerkt worden. Op 13 oktober 2020 werd de maatregel verlengd tot ten minste 10 november 2020. Later werd de maatregel werd meermaals opnieuw verlengd tot het eind van het seizoen. Alleen in de speelronde van 23-25 april werd - als pilot - onder voorwaarden beperkt thuispubliek toegelaten in het stadion. 
In het seizoen 2019/20 bestond het Go Ahead Eagles stadion De Adelaarshorst honderd jaar, maar de festiviteiten en de op 1 mei 2020 geplande jubileumwedstrijd tegen TOP Oss werden in verband met de coronacrisis verschoven naar 2021.

## Selectie 2020/21
Bijgewerkt t/m 3 mei 2021
| Nr.           | Nat.                                           | Naam                  | Contract | Vorige club        |
| ------------- | ---------------------------------------------- | --------------------- | -------- | ------------------ |
| Keepers       |                                                |                       |          |                    |
| 1             | Vlag van Nederland                             | Mitchel Michaelis     | 2021     | FC Volendam        |
| 16            | Vlag van Nederland                             | Alessio Budel         |          | N.E.C.             |
| 20            | Vlag van Nederland                             | Jay Gorter            | 2024     | Eigen jeugd        |
| 44            | Vlag van Nederland                             | Andries Noppert       | 2021     | FC Dordrecht       |
| Verdedigers   |                                                |                       |          |                    |
| 2             | Vlag van Nederland                             | Wout Droste           | 2021     | Heracles Almelo    |
| 3             | Vlag van Nederland                             | Sam Beukema           | 2023     | Eigen jeugd        |
| 4             | Vlag van Nederland                             | Jeroen Veldmate       | 2021     | FC Emmen           |
| 5             | Vlag van Nederland                             | Bas Kuipers           | 2022     | N.E.C.             |
| 15            | Vlag van Duitsland · Vlag van Algerije         | Nicolas Abdat         | 2021     | SG Wattenscheid 09 |
| 22            | Vlag van Nederland                             | Julliani Eersteling   | 2023     | Sparta Rotterdam   |
| 25            | Vlag van Nederland                             | Boyd Lucassen         | 2022     | Vitesse            |
| 26            | Vlag van Nederland                             | Justin Bakker         | 2022     | Jong AZ            |
| Middenvelders |                                                |                       |          |                    |
| 6             | Vlag van Nederland                             | Jay Idzes             | 2023     | FC Eindhoven       |
| 8             | Vlag van Nederland                             | Luuk Brouwers         | 2023     | FC Den Bosch       |
| 10            | Vlag van Duitsland · Vlag van Turkije          | Erkan Eyibil          | Huur     | FSV Mainz II       |
| 14            | Vlag van Nederland                             | Zakaria Eddahchouri   | 2022     | Eigen jeugd        |
| 17            | Vlag van Schotland                             | Frank Ross            | 2022     | Aberdeen FC        |
| 23            | Vlag van Nederland                             | Quiermo Dumay         | ama.     | Eigen jeugd        |
| 24            | Vlag van Verenigde Staten · Vlag van Frankrijk | Mael Corboz           | 2021     | SG Wattenscheid 09 |
| 30            | Vlag van Griekenland                           | Giannis-Fivos Botos   | huur**   | AEK Athene         |
| Aanvallers    |                                                |                       |          |                    |
| 7             | Vlag van Nederland                             | Martijn Berden        | 2022     | Vitesse            |
| 9             | Vlag van Frankrijk                             | Antoine Rabillard     | 2021     | AS Béziers         |
| 11            | Vlag van Nederland                             | Kevin van Kippersluis | 2021     | AFC Eskilstuna     |
| 18            | Vlag van Nederland                             | Sam Crowther          | 2022     | ONS Sneek          |
| 19            | Vlag van Nederland                             | Sam Hendriks          | 2021     | OH Leuven          |
| 21            | Vlag van Nederland                             | Bradly van Hoeven     | Huur     | Sparta Rotterdam   |
| 27            | Vlag van Zambia                                | Jacob Mulenga         | 2021     | Liaoning FC        |

* Het rugnummer 12 werd niet uitgereikt omdat de fans van de club “de 12e man” zijn.
** Speler wordt gehuurd tot 2022

### Technische en medische staf
Bijgewerkt t/m 2 september 2020
| Nat.               | Naam                    | Functie                   | Sinds | Contract |
| ------------------ | ----------------------- | ------------------------- | ----- | -------- |
| Technische staft   |                         |                           |       |          |
| Vlag van Nederland | Kees van Wonderen       | hoofdtrainer              | 2020  | 2022     |
| Vlag van Nederland | Paul Simonis            | assistent-trainer         | 2020  |          |
| Vlag van Nederland | Jouad Boufarra          | assistent-trainer         | 2020  | 2022     |
| Vlag van Nederland | Harmen Kuperus          | keeperstrainer            | 2019  | 2021     |
| Vlag van Nederland | Jelmer Sevenster        | fitness-trainer           | 2018  |          |
| Medische staf      |                         |                           |       |          |
| Vlag van Nederland | Daniël Brummel          | verzorger                 | 2014  |          |
| Vlag van Nederland | Frank Nab               | fysiotherapeut            | 2019  | 2020     |
| Overige staf       |                         |                           |       |          |
| Vlag van Nederland | Eric Whittie            | hoofd-jeugdopleiding      | 2019  |          |
| Vlag van Nederland | Alfred Knippenberg      | teammanager               | 2017  |          |
| Vlag van Nederland | Adrie Steenbergen       | Secretaris wedstrijdzaken | 1975  |          |
| Vlag van Nederland | Jorran van Santen       | performance analist       | 2018  | 2020     |
| Vlag van Nederland | Michel Boerebach        | scout                     | 2018  |          |
| Vlag van Nederland | Jules Reimerink         | scout                     | 2019  |          |
| Vlag van Nederland | Carla Whittie-Bruggeman | materiaalverzorgster      | 1998  |          |

Almere City FC ·
SC Cambuur ·
FC Den Bosch ·
FC Dordrecht ·
FC Eindhoven ·
Excelsior ·
Go Ahead Eagles ·
De Graafschap ·
Helmond Sport ·
Jong Ajax ·
Jong AZ ·
Jong PSV ·
Jong FC Utrecht ·
MVV Maastricht ·
NAC Breda ·
N.E.C. ·
Roda JC Kerkrade ·
Telstar ·
TOP Oss ·
FC Volendam